# 노키아 6130

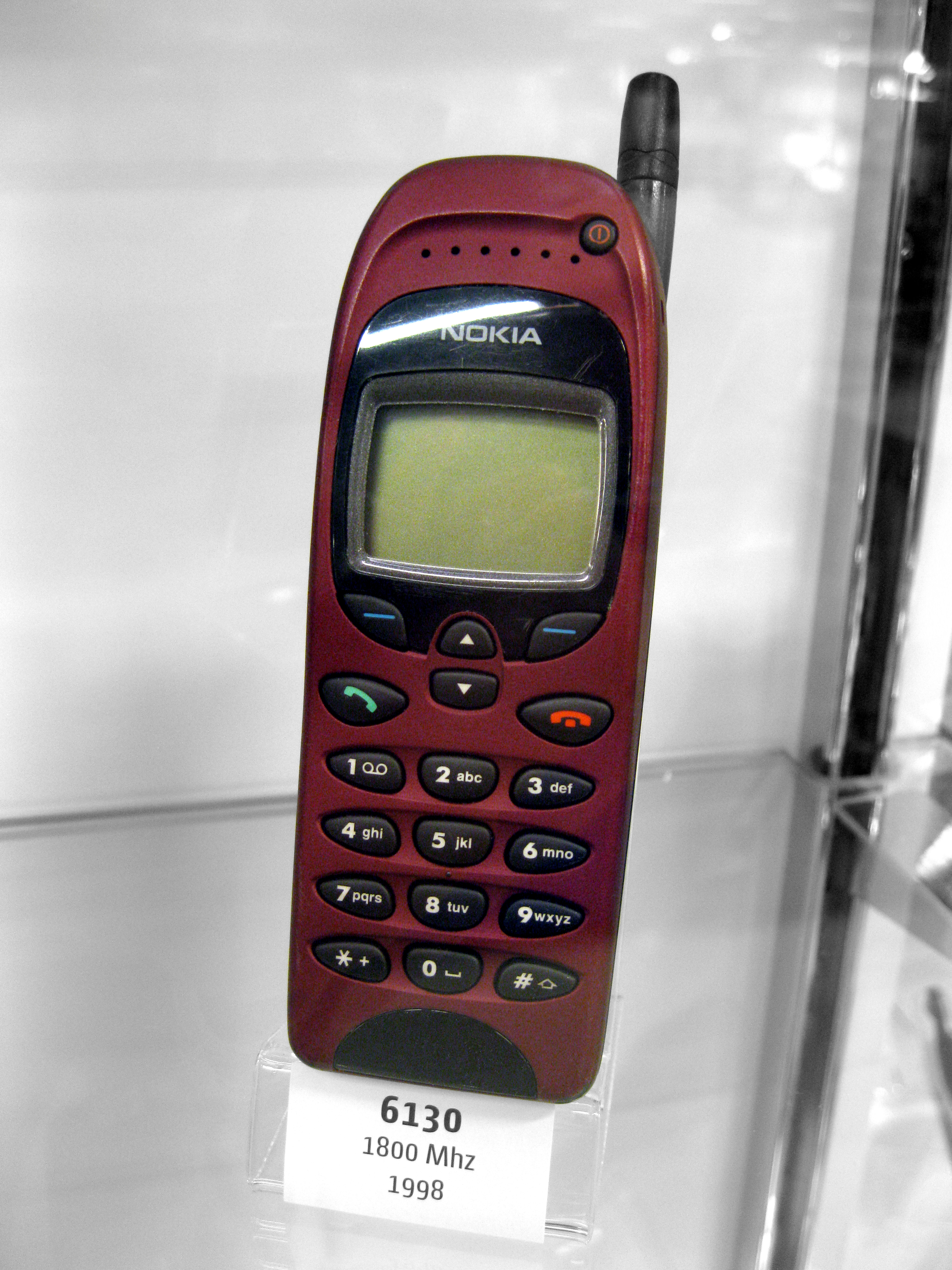
노키아 6130

노키아 6130(Nokia 6130)은 노키아에서 1998년에 출시한 휴대 전화이다.